# ويليام غاردن
ويليام غاردن (بالإنجليزية: William Garden)‏ هو مهندس أمريكي، ولد في 5 نوفمبر 1918 في كالغاري في كندا، وتوفي في 29 أبريل 2011.